# Хвилі Россбі
Хвилі Ро́ссбі (англ. Rossby waves) або планета́рні хви́лі (англ. planetary waves) — низькочастотні, переважно горизонтальні хвилеподібні рухи, що утворюються в атмосферах планет та в океанах у помірних широтах, обумовлені обертанням та сферичністю планети. Проявляються у вигляді рухомих систем течій. Названі іменем шведського геофізика К.-Г. Россбі (1898—1957), який виявив ці хвилі в атмосфері Землі. Ці хвилі грають істотну роль у перенесенні тепла від екваторіальних до полярних областей Землі.

## В атмосфері
Атмосферні хвилі Россбі — це гігантські вигини траєкторій висотних вітрів, які роблять значний вплив на погоду. Ці хвилі асоціюються із зонами тиску й висотними струменевими течіями; беруть участь у формуванні циклонів, антициклонів. Фазова швидкість земних хвиль Россбі завжди спрямована на захід, при цьому групова швидкість (пов'язана із переміщенням енергії) може мати будь-який напрям.
Атмосферні хвилі Россбі виникають внаслідок зсуву вихрових потоків через неоднаковий вплив сил Коріоліса на різних широтах. Хвилі були вперше виявлені в атмосфері Землі у 1939 році Карлом-Густавом Россбі, який надалі надав пояснення причин їх руху.

## В океані
Океанічні хвилі Россбі рухаються уздовж поверхні термоклину, яка є межею між теплим верхнім шаром океану й нижньою холодною його частиною. Вони мають невисоку амплітуду, від декількох сантиметрів (на поверхні) до метрів (на термоклині), за дуже великої довжині хвилі — порядку сотень кілометрів. Окремі хвилі можуть існувати декілька місяців або навіть років, перетинаючи за цей час Тихий океан.
Океанічні хвилі Россбі отримують прискорення від тиску вітру у поверхневому шарі океану і, як вважають, беруть участь у кліматичних змінах за рахунок взаємодії вітру й плавучості. Як баротропні, так і бароклинові хвилі викликають тимчасові зміни висоти поверхні моря, хоча довжини хвиль було складно визначити до появи супутникової альтиметрії. Бароклинові хвилі також генерують значні зміщення океанічного шару скачка, часто на десятки метрів.
Спостереження супутника НАСА/CHES TOPEX/Poseidon підтвердили існування океанічних хвиль Россбі. Супутникові спостереження показали переміщення хвиль Россбі у всіх океанічних басейнах, зокрема, в низьких і середніх широтах.
Хвилі Россбі були запропоновані як важливий механізм для врахування нагрівання океану на поверхні Європи (спутника Юпітера).

## Хвилі Россбі в астрофізиці
Нестабільність хвиль Россбі зафіксована на астрофізичних об'єктах, наприклад, навколо новоутворюваних зірок.